# Nguyen Cao Ky
Nguyễn Cao Kỳ, vietnamski general in politik, * 8. september 1930, Sơn Tây, Tonkin, Francoska Indokina (danes Hanoj, Vietnam), † 23. julij 2011, Kuala Lumpur, Malezija.
Cao Ky je bil načelnik združenega štaba Vojske Republike Vietnam (1957 in 1969–1975), minister za obrambo Južnega Vietnama (1964), minister za notranje zadeve Južnega Vietnama (1968–1969) in predsednik vlade Južnega Vietnama (1969–1975).